# Пјан ди Лама (Болоња)
Пјан ди Лама (итал. Pian di Lama) је насеље у Италији у округу Болоња, региону Емилија-Ромања.
Према процени из 2011. у насељу је живело 31 становника. Насеље се налази на надморској висини од 312 м.